# Ithaqua
Ithaqua (el caminante del viento o el Wendigo) es un personaje ficticio en el universo de los Mitos de Cthulhu del escritor HP Lovecraft. La criatura titular de este nombre debutó en la historia corta de August Derleth "Ithaqua", que se basó en el cuento del autor Algernon Blackwood llamada El Wendigo. Controla la nieve, el hielo y el frío, y puede caminar por el cielo tan fácilmente como lo hace en la tierra.

## Mito de Ithaqua
Ithaqua es uno de los Grandes Antiguos y aparece como un gigante horroroso con una forma más o menos humana y brillantes ojos rojos. Se le ha visto desde el norte hasta en el Ártico hasta el Subártico, donde los nativos americanos lo encontraron por primera vez. Se cree que merodea por los desechos del Ártico, caza a viajeros desprevenidos y los mata horriblemente, y se dice que inspiró la leyenda de los nativos americanos del Wendigo y posiblemente el Yeti.
El culto de Ithaqua es pequeño, pero es muy temido en el extremo norte. Los habitantes temerosos de Siberia y Canadá a menudo dejan sacrificios para Ithaqua, no como adoración sino como apaciguamiento. Aquellos que se unan a su culto obtendrán la capacidad de no verse afectados por el frío. A menudo usa a los Shantaks, una "raza menor" similar a un dragón, como servidores. Una raza de caníbales subhumanos, los Gnophkehs, también lo adoraron, junto con Rhan-Tegoth y Aphoom-Zhah.
Ithaqua ocupa un lugar destacado en la serie Titus Crow, basada en el universo Lovecraft, de Brian Lumley, que gobierna el mundo de hielo de Borea. En las obras de Lumley, Ithaqua periódicamente pisa los vientos del espacio entre la Tierra y Borea, trayendo víctimas indefensas de regreso a Borea para adorarlo entre sus desechos nevados. Frecuentemente intenta reproducirse con hembras humanoides, con la esperanza de crear descendencia que pueda superar sus propias limitaciones, impuestas por los Dioses Mayores, y así ayudar a liberar al resto de los Grandes Antiguos. Se sugiere que Ithaqua tiene el motivo ulterior de desear descendencia para calmar su amarga soledad, ya que él es el único de su clase. Ninguno de sus descendientes sobrevivientes hasta la fecha lo ha querido, todos volviéndose contra él en algún momento.
"El deseo del hombre roto" de Anders Fager describe cómo los saami escandinavos del siglo XVIII adoran a "Ittakka" y lo llama a crear tormentas de nieve. También señala a Ittakka/Ithaqua como responsable de la Marcha de la muerte caroleana del año 1718.